# Koprofagia

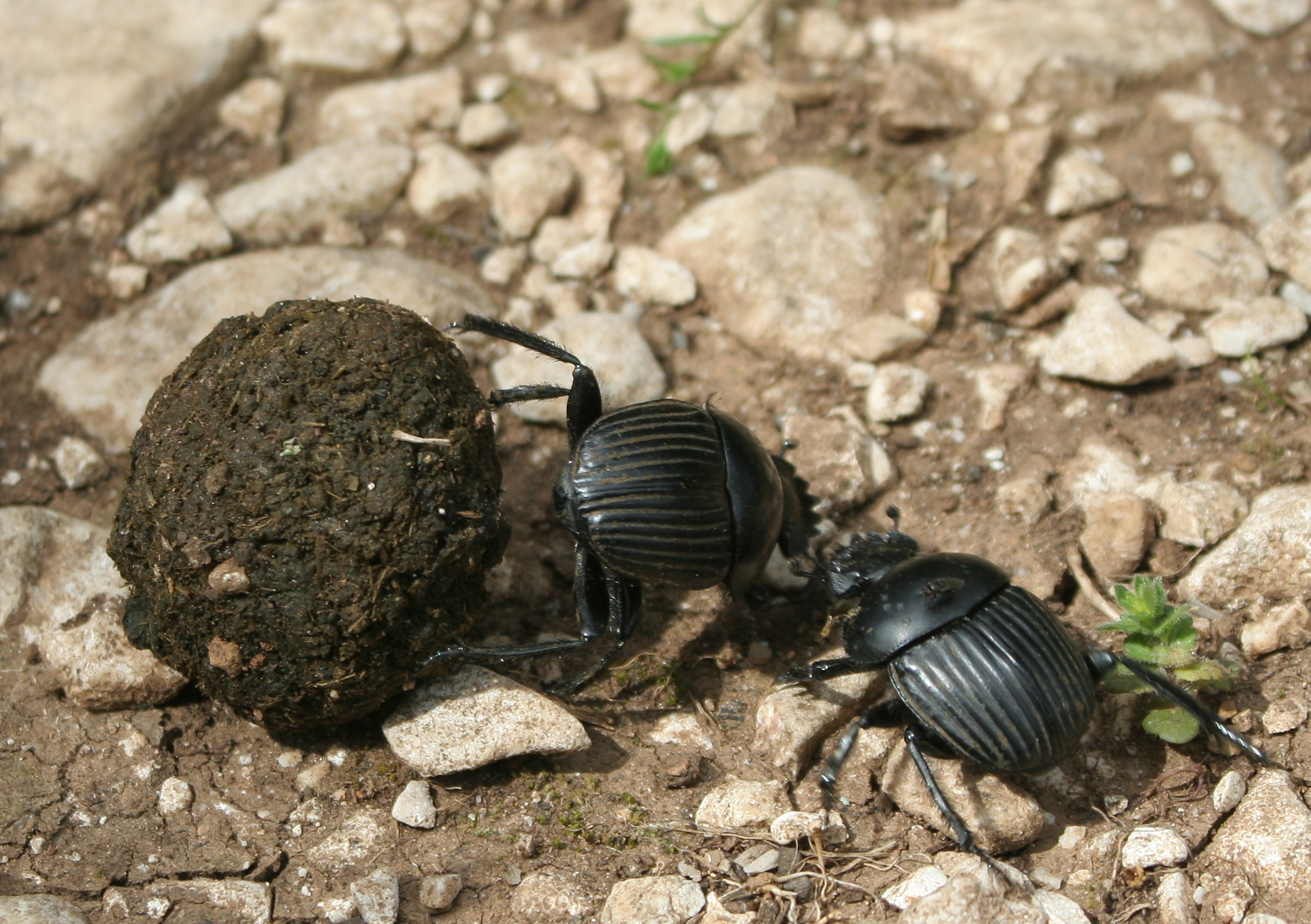
Koprofagiczny chrząszcz Scarabaeus laticollis

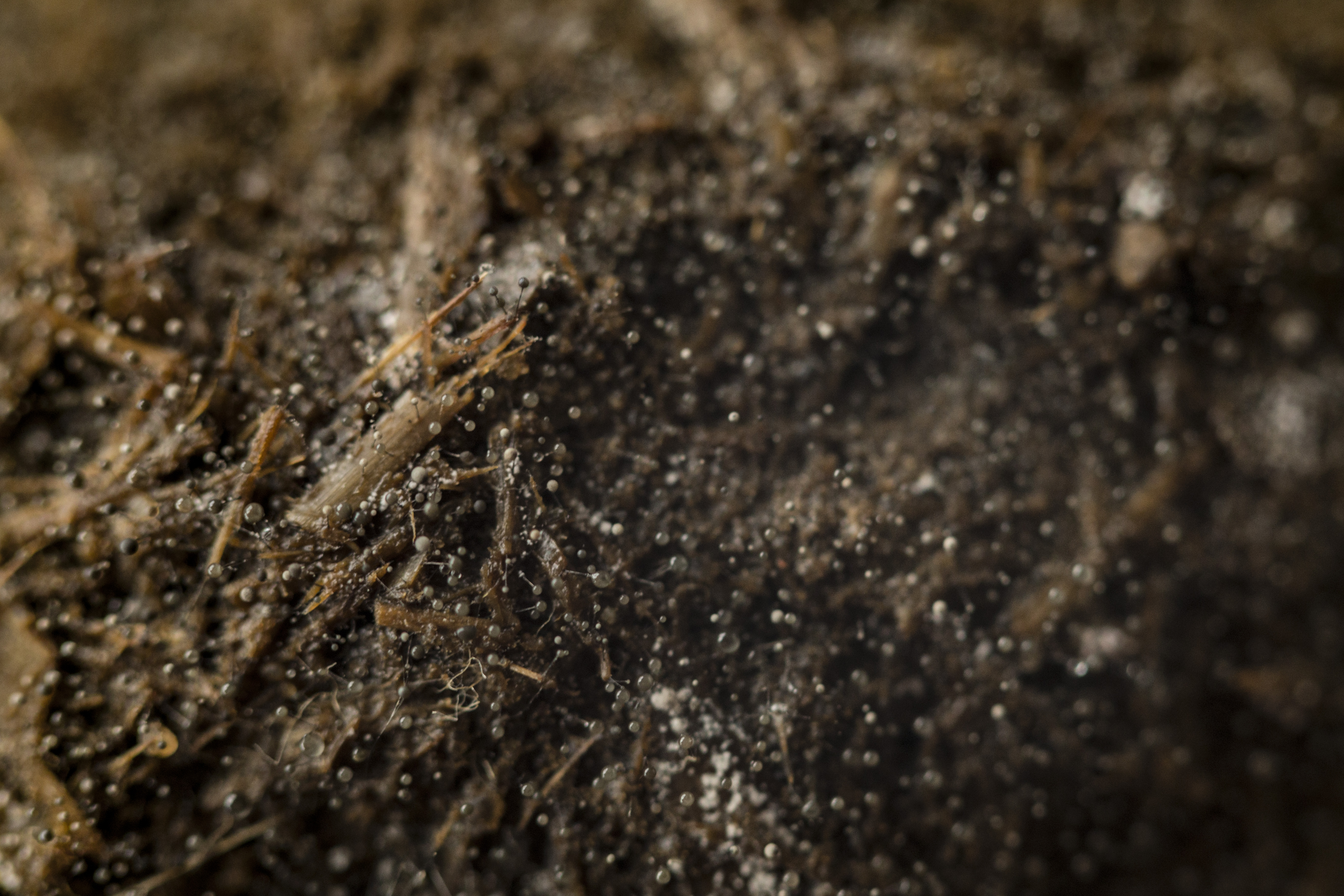
Koprofagiczny grzyb na wystawie w Centrum Nauki Kopernik

Koprofagia (gr. kópros = gnój + phagein = jeść) – odżywianie się odchodami (kałem). 
U niektórych organizmów (np. krowieńczak, żuk gnojowy, poświętnik) żerowanie na odchodach innych zwierząt jest naturalnym sposobem odżywiania się, ponieważ kał zawiera dużo częściowo strawionego pożywienia. Kał może mieć też znaczenie pomocnicze, jak to się dzieje u hipopotamów i młodych słoni, gdyż zwiększa wykorzystanie pokarmu, oraz u psów i świń, u których umożliwia zaspokojenie niedoborów pokarmowych.
Zwiększają w ten sposób wykorzystanie pokarmu roślinożercy mający prostszy układ pokarmowy od przeżuwaczy (komora fermentacyjna znajduje się w tylnej części przewodu pokarmowego), np. lemingi, goryl, chomik lub wszystkożercy, np. szczury. 
Czasem wyróżnia się też cekotrofię, którą przejawiają: króliki, świnki morskie, bobry i część ochotkowatych. Organizmy te wydalają dwa typy kału. Młode, zjadając odchody dorosłych, doprowadzają w ten sposób do zasiedlenia układu pokarmowego odpowiednią mikroflorą pozwalającą właściwie trawić pokarm roślinny.
Istnieją również koprofagiczne gatunki grzybów koprofilnych. Czasem definiuje się też koprofile jako organizmy (np. grzyby czernidłaki) rozwijające się na odchodach.

## Koprofagia u ludzi
Objaw niektórych zaburzeń psychicznych polegający na spożywaniu kału. Może wystąpić bardzo rzadko u pacjentów cierpiących na schizofrenię, depresję czy picę.
Koprofagii wynikającej z zaburzeń psychicznych nie należy mylić z praktyką zjadania kału własnego bądź partnera wynikającej z zaburzeń preferencji seksualnych (dewiacji).